# Faragó Klára (sakkozó)
Faragó Klára (Budapest, 1905. október 6. − Budapest, 1944. november) női sakkozó, jogász, az első magyar női világbajnokjelölt.

## Élete
Édesapja, Faragó (korábban Friedmann) Béla az erdélyi Sorostélyból származott, kiskereskedő volt, édesanyja Fischbein Anna. Öten voltak testvérek: Ilona, István, Sándor az első magyar textilmérnök, a Goldberger mérnöke; Klára és Magda. Az öt gyermekből egy, István a két világháború közti időben meghalt malária következtében, amelyet Hawaii szigetén egy textilgyár felépítése során kapott, hárman a II. világháborúban pusztultak el, csak Magda élte túl a világháborút.
Klára neve a családban Kató volt. Édesanyjának köszönheti, hogy tanulhatott, mert az anya szerette volna, ha gyermekei az életben sikeresek lesznek. Grazban egy évig járt egyetemre, majd Budapesten szerzett jogi diplomát, és egy közlekedési vállalat főtisztviselője lett.
1944-ben unokatestvére, Lajta Zoltánné Braun Rózsa lakásában, a Benczúr u. 36/b-ben bujkált. Lajtánétól tudható, hogy Klára felpofozott egy nyilast, aki lelőtte.

## Sakkpályafutása

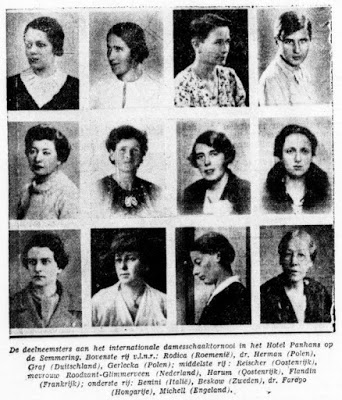
A semmeringi női sakktorna résztvevői (1936). Faragó Klára az alsó sorban jobbról a második. A képen a bal felsőtől kezdve: Rodica Luţia, Róża Maria Herman, Sonja Graf, Regina Gerlecka, Salome Reischer, Catharina Roodzant-Glimmerveen, Gisela Harum, Maud Flandin, Clarice Benini, Anna Katarina Beskow, Faragó Klára és Edith Mary Ann Michell.

Vajda Árpád szerint Faragó Klára Magyarország legjobb női sakkozója volt. A Budapesti Sakk-kör tagja volt, ahová rendszeresen lejárt. Először a FIDE 1926. évi, budapesti kongresszusa alkalmából a 2. nemhivatalos sakkolimpiával párhuzamosan rendezett női versenyen olvasható a neve, ez volt első komoly nyilvános versenye, amelyen a nyolc résztvevő között a 4−6. helyen végzett a brit Edith Holloway, az osztrák Paula Kalmar-Wolf és Gisela Harum mögött. 1928. januárban Abonyi István 105 táblás világrekord szimultánján döntetlent ért el.
1936-ban a kor egyik legerősebb női nemzetközi versenyén Semmeringben, amelyen a világbajnok Vera Menchik kivételével a legjobb női sakkozók gyűltek össze, a tíz nemzet 12 résztvevője között a 10. helyen végzett. A korabeli sajtóbeszámolók szerint még jobb eredményt érhetett volna el, ha több nyerésre álló játszmáját nem rontja döntetlenre vagy vesztésre. A verseny egyik legnagyobb meglepetéseként az ötödik fordulóban legyőzte a négy forduló után vezető háromszoros angol bajnok Edith Michellt, valamint az osztrák bajnok Gisela Harumot, és nyerésre állt Sonja Graf elleni játszmájában is, a köréje sereglett magyar szurkolók azonban megzavarták koncentrálásában, időzavarba került, hibázott és végül vesztett. A semmeringi versenyről tudósító egyik újságíró szerint: A verseny kedvence a magyar színek képviselője, Faragó  Klári. Ez a magyar lány komoly sakktehetség és amellett maga a megtestesült szerénység. Legyőzött ellenfelét annyira sajnálja, hogy nem is tud saját sikerének zavartalanul örülni.
Az osztrák bajnoknővel, Gisela Harummal 1936. októberben Budapesten négy játszmából álló páros mérkőzést vívott, amelyet Harum 3−1 arányban nyert meg. Ez volt az első női páros mérkőzés Magyarországon.
1937-ben a stockholmi sakkolimpiával egyidejűleg női világbajnoki versenyt rendeztek, amelyen 16 ország 26 versenyzője vett részt. A 14 fordulós svájci rendszerű versenyben a verseny felénél, a 7. forduló után 5 ponttal az élmezőnyben állt, végül 7 ponttal a középmezőnyben, a 10-16. helyen végzett. Különösen értékes volt a bronzérmes lett Milda Lauberte, valamint az osztrák Gisela Harum elleni győzelme a 6. és 7. fordulóban.

## Játszmái
|    | |    |    |    |    |    |    |
|    | \| \| \| \| \| \| \| \| \| \| \| \| \| \| \| \| \| \| \| \| \| \| \| \| \| \| \| \| \| \| \| \| \| \| \| \| \| \| \| \| \| \| \| \| \| \| \| \| \| \| \| \| \| \| \| \| \| \| \| \| \| \| \| \| \| \| \| \| \| \| \| \| |    |    |    |    |    |    |
|    | |    |    |    |    |    |    |
| a8 | b8 | c8 | d8 | e8 | f8 | g8 | h8 |
| a7 | b7 | c7 | d7 | e7 | f7 | g7 | h7 |
| a6 | b6 | c6 | d6 | e6 | f6 | g6 | h6 |
| a5 | b5 | c5 | d5 | e5 | f5 | g5 | h5 |
| a4 | b4 | c4 | d4 | e4 | f4 | g4 | h4 |
| a3 | b3 | c3 | d3 | e3 | f3 | g3 | h3 |
| a2 | b2 | c2 | d2 | e2 | f2 | g2 | h2 |
| a1 | b1 | c1 | d1 | e1 | f1 | g1 | h1 |

| a8 | b8 | c8 | d8 | e8 | f8 | g8 | h8 |
| a7 | b7 | c7 | d7 | e7 | f7 | g7 | h7 |
| a6 | b6 | c6 | d6 | e6 | f6 | g6 | h6 |
| a5 | b5 | c5 | d5 | e5 | f5 | g5 | h5 |
| a4 | b4 | c4 | d4 | e4 | f4 | g4 | h4 |
| a3 | b3 | c3 | d3 | e3 | f3 | g3 | h3 |
| a2 | b2 | c2 | d2 | e2 | f2 | g2 | h2 |
| a1 | b1 | c1 | d1 | e1 | f1 | g1 | h1 |

Két szép győzelme az 1937-es stockholmi női sakkvilágbajnokságon:
Faragó Klára – Milda Lauberte, 6. forduló, Vezérgyalog játék, (ECO E10)
1.d4 Hf6 2.c4 e6 3.Hf3 d5 4.e3 c6 5.Fd3 dxc4 6.Fxc4 Hbd7 7.0–0 Fd6 8.Hc3 e5 9.dxe5 Fxe5 10.Hxe5 Hxe5 11.Vxd8+ Kxd8 12.Fb3 Ke7 13.e4 Fe6 14.Fc2 Bad8 15.Fe3 b6 16.b3 h6 17.h3 g5 18.f4 gxf4 19.Fxf4 Hfd7 20.Bad1 f6 21.He2 Bdg8 22.Hg3 h5 23.Hf5+ Fxf5 24.exf5 a5 25.Kh1 c5 26.Bfe1 Kf7 27.Fe4 Be8 28.Fd5+ Kg7 (lásd diagram) 29.Fe6 Bd8 30.Bd6 b5 31.Bed1 Bhe8 32.Fxe5 fxe5 33.Bxd7+ Bxd7 34.Bxd7+ Kf6 35.Bd5 e4 36.Kg1 e3 37.Kf1 Be7 38.Bxc5 Bg7 1–0
Faragó Klára – Gisela Harum, 7. forduló, Bogo-indiai védelem, Nimzowitsch-változat, (ECO E11)
1.Hf3 Hf6 2.d4 e6 3.c4 Fb4+ 4.Fd2 Ve7 5.e3 Fxd2+ 6.Hbxd2 d6 7.Fd3 e5 8.dxe5 dxe5 9.Vc2 Hbd7 10.He4 Hxe4 11.Fxe4 Hc5 12.0–0 0–0 13.Fxh7+ Kh8 14.Ff5 e4 15.Hd4 Fxf5 16.Hxf5 Vg5 17.Hg3 f5 18.Ve2 Kg8 19.Vh5 Vf6 20.b3 Bad8 21.Bad1 Hd3 22.Ve2 Vg5 23.f3 Vg6 24.fxe4 fxe4 25.Hh5 Bd6 26.Bxf8+ Kxf8 27.Bf1+ Kg8 28.Hf4 Vg5 29.Vh5 Vxh5 30.Hxh5 He5 31.Hg3 Bd2 32.Hxe4 Bxa2 33.Hg5 Ba3 34.Bb1 c6 35.e4 Ba2 36.h3 Bd2 37.Hf3 Hxf3+ 38.gxf3 Kf7 39.e5 Be2 40.f4 Ke6 41.h4 Kf5 42.Bf1 Be3 43.Kg2 Bxb3 44.Bf3 Bb2+ 45.Bf2 Bb4 46.Be2 Ke6 47.f5+ Ke7 48.h5 Bxc4 49.Kg3 Bd4 50.e6 a5 51.h6 gxh6 52.f6+ Ke8 53.e7 Bd5 54.f7+ Kxf7 55.e8V+ Kf6 56.Bf2+ Kg5 57.Vg8+ 1–0 